# 頭棘裸胸鱔
頭棘裸胸鱔，又稱頭棘裸胸鯙，為輻鰭魚綱鰻鱺目鯙亞目鯙科的其中一種，分布於澳洲海域，棲息深度125-134公尺，體長可達20.2公分，為底棲性魚類，生活在礁石區，屬肉食性，生活習性不明。

## 擴展閱讀
維基物種上的相關：頭棘裸胸鱔